# Stefan Gromnicki
Stefan Marian Gromnicki (ur. 2 sierpnia 1900 w Czabanówce, zm. 2 sierpnia 1941 w Auschwitz-Birkenau) – porucznik Kawalerii Wojska Polskiego, właściciel stajni wyścigowej, kierownik stadniny w Suchowoli, zamordowany w niemieckim obozie koncentracyjnym Auschwitz.

## Życiorys
Urodził się jako syn Jana Pawła Gromnickiego i Heleny z Tokarzewskich-Karaszewiczów. Osiągnąwszy odpowiedni wiek uczęszczał do gimnazjów w Kamieńcu Podolskim i Kijowie. Następnie studiował w Szkole Handlowej w Odessie. W 1915 wstąpił w Kijowie do polskiego towarzystwa „Sokół” i pod jego przykrywką brał udział w ćwiczeniach wojskowych organizowanych przez POW. W 1917 wraz z rodziną opuścił rodzinny majątek Hołubecze i udał się do Odessy, znajdującej się w tym czasie w strefie działań Białej armii oraz interwencyjnych wojsk francuskich. W latach 1917–1919 służył w harcerskich oddziałach wartowniczych i formacjach kpt. Stanisława Skrzyńskiego. W 1919 wstąpił do dywizjonu gen. Lucjana Żeligowskiego, przeformowanego w pułk ułanów 1 Dywizji Jazdy – późniejszego 14 pułku ułanów jazłowieckich. W kwietniu 1919 wraz z pułkiem osłaniał odwrót sił koalicyjnych do Besarabii. Następnie, w szeregach 4 szwadronu 14 pułku brał udział w całej kampanii wojny polsko-ukraińskiej, uczestnicząc m.in. w bitwie pod Jazłowcem. Brał udział w początku wojny polsko-bolszewickiej. Pod koniec 1919 odkomenderowany został jednak na kurs umożliwiający zdanie matury. Od sierpnia do grudnia 1920 odbył I Kurs Podchorążych Jazdy, po którym uzyskał stopień podporucznika.  
W odrodzonej Polsce służył we Lwowie w macierzystym 14 pułku ułanów, dowodząc plutonem i okresowo szwadronem, uzyskując przy tym sukcesy w zawodach jeździeckich w barwach pułku. W 1921 służył jako oficer ordynansowy w sztabie 6 Brygady Jazdy. W 1923 powrócił do 14 pułku i został awansowany do stopnia porucznika. Z dniem 25 lutego 1925 został przeniesiony do Korpusu Ochrony Pogranicza. Służył w 6, a następnie 13 szwadronie, które były zaangażowane w likwidację sowieckich grup dywersyjnych działających w strefie nadgranicznej. Następnie służył w 15 pułku ułanów poznańskich oraz 11 pułku ułanów legionowych. Następnie krótko służył w Sztabie Generalnym. W kwietniu 1934 został zwolniony z zajmowanego stanowiska w 15 puł i oddany do dyspozycji dowódcy Okręgu Korpusu Nr VII. Z dniem 31 lipca 1934 został przeniesiony w stan spoczynku.
W okresie służby wojskowej brał udział w licznych konkursach i zawodach jeździeckich, zarówno wojskowych na szczeblu pułkowym i dywizyjnym, jak i cywilnych, uzyskując dobre wyniki i nagrody. W 1929 zarejestrował pod swoim imieniem i nazwiskiem stajnię wyścigową, która z powodzeniem brała udział w latach 1929–1932 w wyścigach we Lwowie, Wilnie, Łodzi, Lublinie, Baranowiczach i Piotrkowie. Stefan Gromnicki występował też w tym czasie w zawodach Militari, uzyskując dobre wyniki, w tym m.in. drugie miejsce w Wielkim Steeple Chase Wojskowym, Handicap na dystansie 6000 m w Piotrkowie w 1930. W 1930 zajął 5 miejsce w ogólnopolskiej klasyfikacji jeźdźców dżentelmenów.  
W 1931 poślubił Ewę Marię hr. Łoś, córkę Justyna i Heleny z hr. Dzieduszyckich. Wnuczkę Augusta Łosia.  
Po zakończeniu służby wojskowej podjął praktykę hodowlaną w stadninie Eryka Kurnatowskiego w Łochowie, a następnie objął stanowisko kierownika stadniny w Suchowoli, należącej do Seweryna ks. Czetwertyńskiego.  
Po wkroczeniu Niemców w 1939, jako oficer rezerwy, wyruszył w poszukiwaniu 14 pułku ułanów. Nie mogąc odnaleźć pułku, który już wcześniej wyruszył ze Lwowa, brał udział w kilku potyczkach i w obronie transportu kolejowego przed atakami lotniczymi. Po przegranej kampanii wrześniowej powrócił do Suchowoli, gdzie kontynuował pracę kierownika stadniny. W 1941 ze względu na powiązania z organizacją konspiracyjną „Brochwicz”, aresztowany przez Gestapo. Osadzony w areszcie w Radzyniu Podlaskim, Zamku Lubelskim, a następnie w obozie koncentracyjnym Auschwitz. Tam będąc wraz z innymi więźniami oskarżony o próbę buntu, został skierowany do karnej kompanii i zamordowany w Bloku 11 w dniu 2 sierpnia 1941.

## Ordery i odznaczenia
- Krzyż Walecznych[7] (dwukrotnie za kampanię polsko-ukraińską)
- Medal Niepodległości[8]
- Médaille Interalliée[7] (franc.)
- Brązowy Medal za Długoletnią Służbę